# Traubach-le-Bas
Traubach-le-Bas é uma comuna francesa na região administrativa de Grande Leste, no departamento Alto Reno. Estende-se por uma área de 6,78 km². Em 2010 a comuna tinha 473 habitantes (densidade: 69,8 hab./km²).